# Kimméria

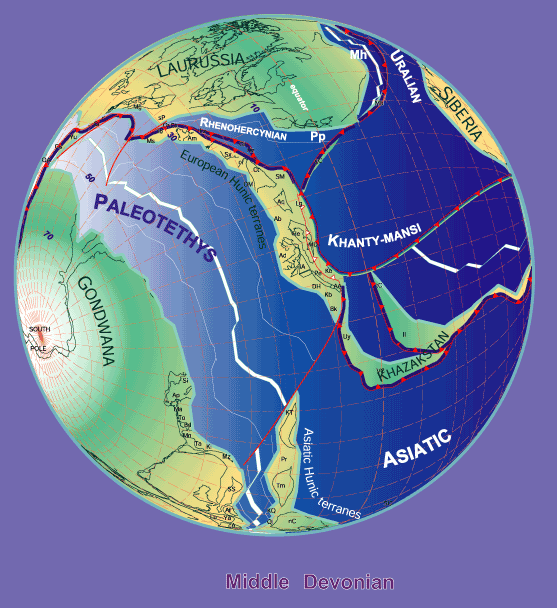
380 millió évvel ezelőtt, a középső devonban a Hun kontinens, amelynek észak felé tartó mozgása következtében nyílt fel a Paleotethys

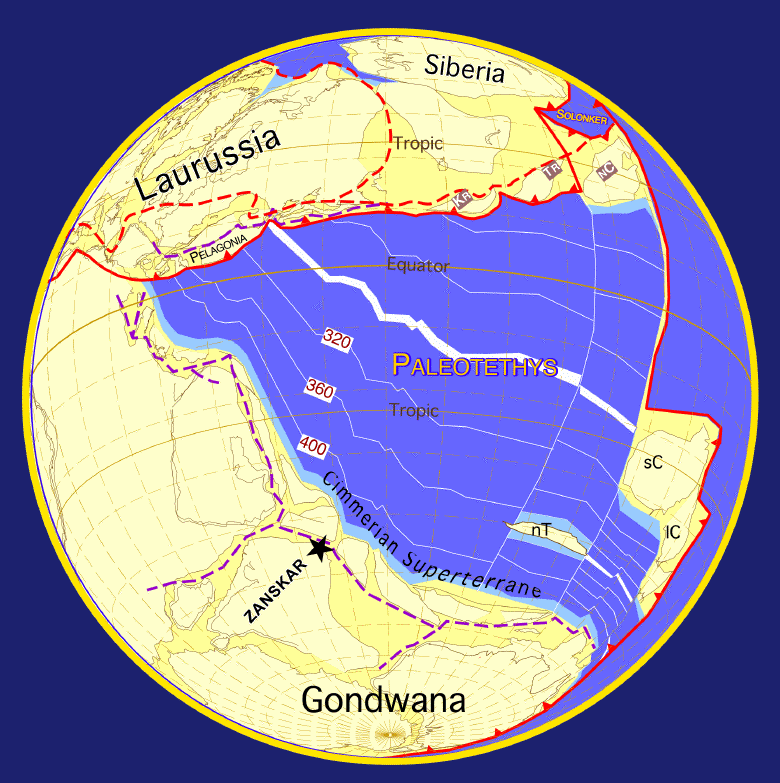
290 millió éve, a permben a köztes állapot: a Hun kontinens összeolvadt Laurázsiával, Kimméria még nem vált le a Gondwanáról

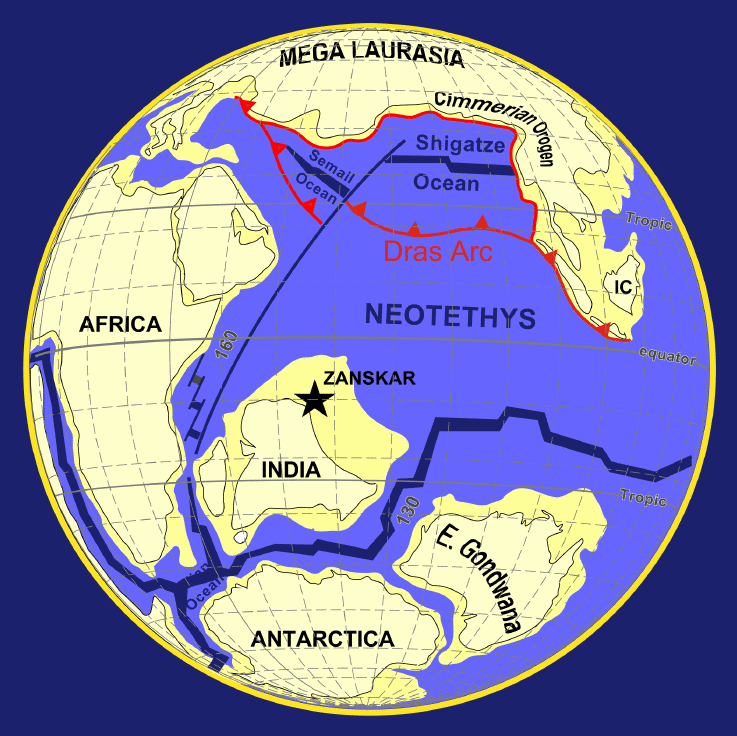
100 millió éve, a kréta időszakban Kimméria összeütközött Laurázsiával és felgyűrte a Himalája elődjét, a keleti Kárpátokat és a mai délkelet-ázsiai szigetvilágot

Kimméria egy mikrokontinens, illetve az azt hordozó mikrolemez neve, amely a triásztól a kréta közepéig létezett önállóan, de teljes tektonikus története a 300 millió évtől a jelenkorig terjedő periódusra tehető. Magába foglalta a mai Anatóliát, Iránt, Afganisztánt, Tibetet, Indokínát és Malajziát. Jelenleg a lemez az újalpi hegységképző mozgások által felemelt hegységek óriási redői és takarói alatt van.

## Kialakulása
Története a Hun kontinenssel kezdődik, amely egy hosszan elnyúló kéregdarab volt a devon és karbon időszakban a Tethys-óceánban. Ez a lemez a permre összeolvadt Laurázsiával, a mai északi kontinensek tömörülésével. Eközben Gondwana (Afrika, Dekkán és Ausztrália) és Laurázsia között felnyílt a Paleotethys.
Az alpi orogén ciklus mozgásai a Gondwana északi peremét leválasztották, és az így kialakuló szárazulat a Kimméria kontinens, a hordozó lemez pedig a Kimméria-lemez. A permben a Gondwana és a Hun-lemez közti medencét nevezik Paleotethysnek, a Kimméria leszakadásával felnyíló új kelet–nyugati hasadékvölgyet Neotethysnek.

## Fejlődése
Kimméria a Gondwana északi szegélyéről szakadt le, miközben a Tethys öblébe ékelődő nyugati vége letöredezett, ennek darabjai alkotják a magyarországi aljzatot, keleti végén viszont összeolvadt a mai délkelet-ázsiai szigetvilág rögeivel.
Kimméria ezután igen gyors mozgással észak felé indult, mintegy követve a hozzá hasonló sorsú Hun-lemezt. Mintegy 280–300 millió éve kezdődött a törésvonal riftesedése, 250 millió éve kezdett északra vándorolni és alig 50 millió év múlva már össze is ütközött Ázsiával, ez előtt még menet közben összeforrt Dél-Kínával. A Paleotethys aljzata szubdukcióval megsemmisült, a lemezperem alábukása a kontinentális lemezrészek találkozásával megállt.
A nori korszakban indult az óalpi orogén ókimmériai fázisa, majd átmeneti nyugalmi időszak után a tithon korszakban az újkimmériai fázis vezette be a középső alpi ciklust. Ez a hegységképződési szakasz az Alpoktól Kelet-Ázsiáig megkezdte az Eurázsiai-hegységrendszer felgyűrését az általa bezárt Paleotethys öblének üledékeiből.
A kréta közepétől a villámgyors észak felé tartó mozgást a Dekkán-pajzs harmadszor is megismételte, ami bezárta a Kimméria által felszakított Neotethys üledékgyűjtőt és tovább gyűrte a Himaláját. Az újalpi mozgások szinte a teljes Eurázsiai-hegységrendszerben a frissen keletkező hegységek alá temették Kimmériát, illetve jó része szubdukcióval megsemmisült. Meglévő részei még mindig mozognak észak felé, miközben Afrika, az Arab-félsziget és a Dekkán egyre jobban bepréselik az Eurázsia-lemez alá.